# Janine Giefing
Janine Giefing (geb. Kokas) (* 6. September 2000) ist eine österreichische Radsportlerin, die auf Straße und Bahn Rennen bestreitet.

## Sportlicher Werdegang
Seit 2016 ist Janine Giefing (noch unter ihrem Geburtsnamen Kokas) im Radsport aktiv. 2017 wurde sie österreichische Junioren-Meisterin in den Disziplinen Einerverfolgung, Scratch, Temporennen, Ausscheidungsfahren, Punktefahren und Omnium. 2018 wurde sie nationale Zeitfahrmeisterin der Juniorinnen auf der Straße und startete bei den Straßen-Europameisterschaften im Einzelzeitfahren der Juniorinnen und belegte Platz 34. Im selben Jahr holte sie auf der Bahn sechs Titel bei den Juniorinnen und zudem in Sprint und Zeitfahren zwei Titel in der Frauen-Elite. Dabei stellte sie zwei nationale Rekorde auf; insgesamt hält sie vier nationale Rekorde (Stand 2025).
Nach einer Rennpause von mehreren Jahren errang Giefing 2024 auf Anhieb drei nationale Titel auf der Bahn, im Punkte- und im Ausscheidungsfahren sowie im Omnium. 2025 wurde sie gemeinsam mit Leila Gschwentner österreichische Meisterin im Zweier-Mannschaftsfahren.

## Familie
Janine Giefing ist die Schwester des Radsportlers Raphael Kokas. Ihr Vater Gernot Kokas ist Präsident des Landesradsportverbandes Wien und leitet das Referat „Bahn“ von Cycling Austria (Stand 2025).

## Erfolge

### Bahn
2017
- Österreichische Junioren-Meisterin – Einerverfolgung, Scratch, Temporennen, Ausscheidungsrenn, Punkterennen, Omnium

2018
- Österreichische Meisterin – Sprint, Zeitfahren
- Österreichische Junioren-Meisterin – Einzelverfolgung, Scratch, Temporennen, Ausscheidungsfahren, Punktefahren, Omnium

2024
- Österreichische Meisterin – Punktefahren, Ausscheidungsfahren, Omnium

2025
- Österreichische Meisterin – Zweier-Mannschaftsfahren (mit Leila Gschwentner)